# Бланђото (Торино)
Бланђото је насеље у Италији у округу Торино, региону Пијемонт.
Према процени из 2011. у насељу је живело 141 становника. Насеље се налази на надморској висини од 302 м.